# Ntozake Shange
Ntozake Shange,  egentligen Paulette Linda Williams, född 18 oktober 1948 i Trenton i New Jersey, död 27 oktober 2018 i Bowie i Maryland, var en amerikansk författare av pjäser, poesi och prosa känd för sina feministiska teman och rasrelaterade och sexuella ilska.
Shange gick i Barnard College (blev filosofie kandidat 1970) och vid University of Southern California (tog master's degree 1973). Från 1972 till 1975 undervisade hon i humaniora och i kvinno- och afroamerikansk forskning vid högskolor i Kalifornien. Under denna period framträdde hon offentligt som en dansör och som en uppläsare av poesi. Hennes teaterpjäs (från år 1975) med titeln For Colored Girls Who Have Considered Suicide/When the Rainbow Is Enuf gav henne snabbt berömmelse. Skriven för sju skådespelare, For Colored Girls är en samling tjugotal dikter om svarta kvinnors kamp om överlevnad inför förtvivlan och lidande.  Teaterföreställningen spelades i sju månader på Off-Broadway i New York innan den började spelas i två år på Broadway. Den blev sedan framförd över hela USA och blev 2010 en långfilm med titeln For Colored Girls.